# Michel Neyret
Pour les articles homonymes, voir Neyret.
Michel Neyret, né le 12 avril 1956 à Landres (Meurthe-et-Moselle), est l'ancien directeur-adjoint à la direction inter-régionale de la police judiciaire de Lyon, ce qui en faisait le numéro deux de la police judiciaire de Lyon avant sa mise en examen en 2011. Il est condamné en 2018 pour corruption et association de malfaiteurs.

## Biographie

### Enfance
Fils de mineur et d'une mère au foyer, Michel Neyret passe son enfance en Lorraine, à Landres, dans le Pays-Haut. Ne souhaitant pas que leurs deux fils vivent dans le milieu de mineur, ses parents les poussent à faire des études. Son frère, Christian, devient médecin.

### Carrière professionnelle
Après des études à la faculté de droit de Nancy où il obtient sa maîtrise en 1978, il réussit le concours de commissaire et débute au SRPJ de Versailles où il reste deux ans avant de prendre la tête de l'antenne judiciaire du commissariat de Meaux. Commissaire de 1983-2004 à l'antenne lyonnaise de la Brigade de recherche et d'intervention (BRI) de Lyon, il quitte cette ville en novembre 2004 pour la direction de l'antenne de police judiciaire de Nice (Alpes-Maritimes) et une promotion au grade de commissaire divisionnaire. De retour à Lyon en 2007, il est promu adjoint du directeur interrégional de la police judiciaire.
Devenu une personnalité du monde de la Police nationale, Neyret est décoré de la Légion d'honneur en 2004 pour ses performances professionnelles, notamment pour avoir participé à l'arrestation d'un réseau islamiste en banlieue lyonnaise en 1995 et capturé les évadés de la prison de Luynes en 2003.
Durant ses années de service, Michel Neyret a acquis une relative notoriété dans les médias français et fut également filmé pour une émission de M6, Zone interdite, en septembre 2011. Il a également inspiré et conseillé le réalisateur Olivier Marchal pour son film Les Lyonnais (2011) et pour son téléfilm Borderline (2015),.
Décrit comme un « flic à l'ancienne », il emploie pour arriver à ses fins des méthodes parfois controversées. Alors que la loi Perben II de 2004 encadre la pratique des indics de police, il continue à les payer avec des prélèvements effectués dans les saisies. Soupçonné de protéger certains de ses informateurs en échange de cadeaux et de voyages, il reconnaît bénéficier de leurs services, notamment de la part de son principal informateur Gilles Bénichou qui l'aide à ouvrir une société offshore à Genève.

### Condamnation pour corruption et association de malfaiteurs
Son nom est porté à la connaissance du grand public lorsqu'il est interrogé et placé en garde à vue, le 29 septembre 2011, par l'IGS (la « police des polices ») pour soupçon de corruption dans une affaire de trafic de stupéfiants,.
Le 3 octobre 2011, à l'issue de sa garde à vue, il est mis en examen pour corruption, trafic d'influence, association de malfaiteurs, trafic de stupéfiants, détournement de biens et violation de secret professionnel, pour être ensuite écroué à la prison de la Santé. Après avis favorable des juges parisiens, Michel Neyret est remis en liberté le 23 mai 2012. Il est assigné à résidence dans la commune de Toul (Meurthe-et-Moselle), et son permis de conduire lui est retiré.
Le 16 février 2012, lors du reportage de télévision Complément d'enquête diffusé sur France 2, sa femme Nicole Neyret affirme qu'il tentait d'entrer dans la mafia israélienne.
Il est révoqué le 7 septembre 2012 par Manuel Valls.
En mai 2016, le parquet requiert une peine de 4 ans d'emprisonnement contre Michel Neyret, assortie d'un sursis de 18 mois. Le 5 juillet 2016, le tribunal correctionnel de Paris le condamne à une peine de deux ans et demi d'emprisonnement ferme. L'épouse du policier, Nicole Neyret, est condamnée à 8 mois d'emprisonnement avec sursis pour avoir profité des largesses des « amis » de son mari et le capitaine Jean-Paul Marty, ancien subordonné de Neyret à la brigade des stupéfiants de Lyon, écope de 3 mois avec sursis pour avoir aidé son supérieur en détournant des scellés de drogue. Le parquet fait appel. 
Le 12 juin 2018, la cour d'appel de Paris condamne Michel Neyret à quatre ans d'emprisonnement, une peine assortie de 18 mois de sursis et d'une interdiction définitive d'exercer dans les rangs de la police. Il bénéficie cependant d'un aménagement de peine et reste en liberté muni d'un bracelet électronique pendant deux ans et demi. Depuis sa révocation de la police, il est réceptionniste dans l'hôtel trois étoiles de sa femme,, hôtel de charme situé près de Vienne en Isère.

### Prises de position
Il soutient Éric Zemmour pour l’élection présidentielle de 2022.

## Décorations
- Chevalier de l’ordre national de la Légion d’honneur en 2004 (exclu automatiquement de l'ordre le 8 octobre 2018[26] à la suite de sa condamnation à une peine d'emprisonnement sans sursis égale ou supérieure à un an)[27].